# Micro Data Center

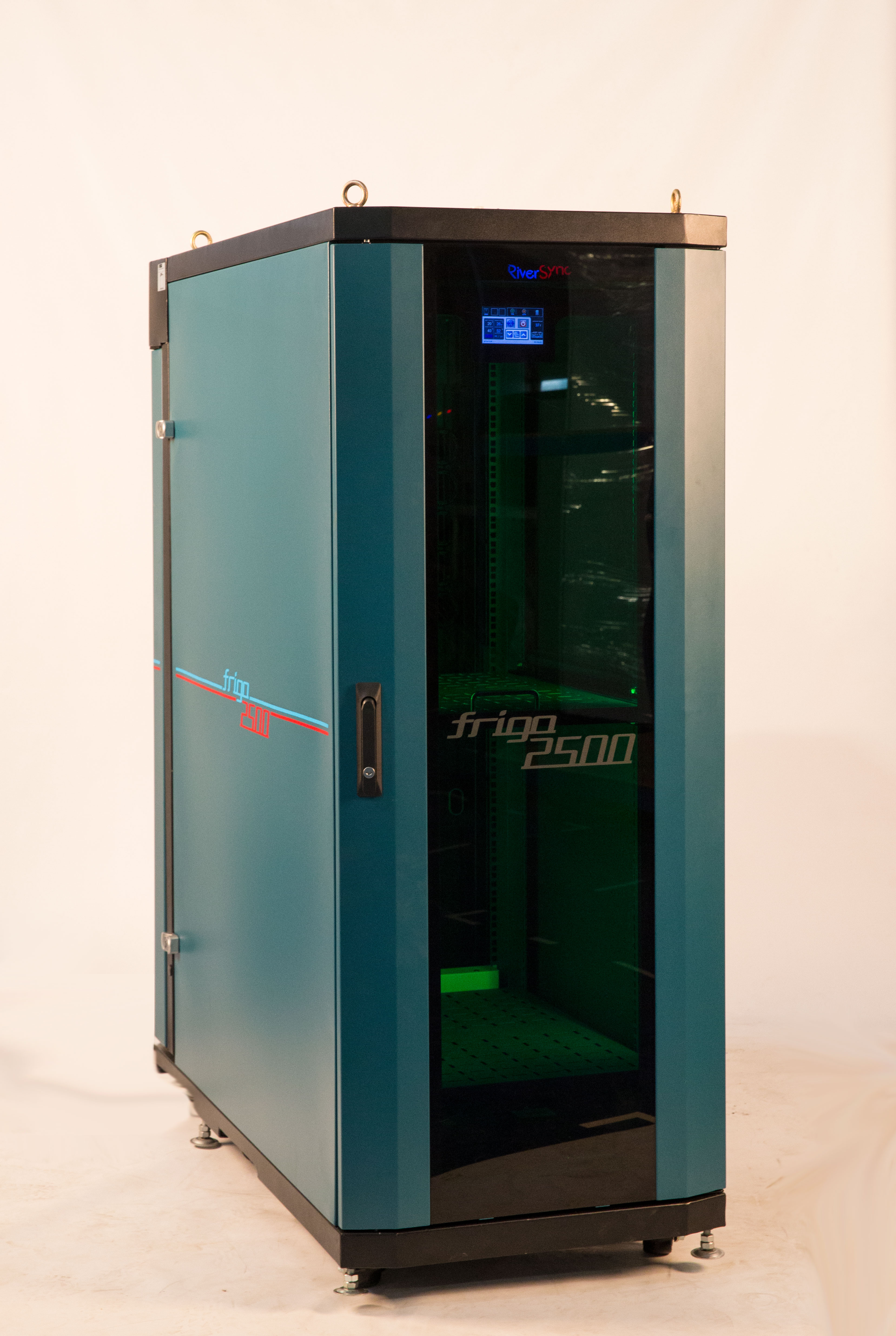
[http://riversync.com/Product/Frigo Micro Data Center 30U de 19 polzades

Un micro data center (MDC) és un data center més petit o modular que, generalment, té les mateixes característiques que els data centers tradicionals, però que s'utilitza per a resoldre problemes diferents que en els tradicionals.
Mentre que la mida pot variar des d'un rack a un contenidor, un micro data center pot incloure uns 4 servidors en un sol rack de 19 polzades, així com sistemes de seguretat, tant a nivell físic com informàtic, sistemes de refrigeració i sistemes de protecció i d'extinció d'incendis. Els micro data centers estan pensats per a poder ser ràpidament desplegats tant a l'interior d'instal·lacions com a l'exterior, o fins i tot, en llocs abruptes.
La seva mida, versatilitat i capacitat de ser connectat de forma plug and play els fa ideals per a ser utilitzats en localitzacions remotes o de forma temporal en zones de risc.

## Beneficis
- Major modularitat
- Estandardització en el disseny i la producció
- Escalabilitat per a les empreses que en facin servir
- Major eficiència energètica
- Facilitat d'instal·lació i reemplaçament

## Productes
Llistat d'algunes de les empreses que ofereixen diversos models de micro data centers.
- Hitachi Arxivat 2017-02-02 a Wayback Machine.
- HPE (Hewlett Packard Enterprise)
- Riversync Arxivat 2017-02-02 a Wayback Machine.
- Rittal
- Schneider Electric